# Gran Premio de las Naciones de Motociclismo de 1970
El Gran Premio de las Naciones de Motociclismo de 1970 fue la undécima y penúltima prueba de la temporada 1970 del Campeonato Mundial de Motociclismo. El Gran Premio se disputó el 13 de septiembre de 1970 en el Autodromo Nacional de Monza.

## Resultados 500cc
En 500 cc, Giacomo Agostini ya tenía asegurado del título mundial después de nueve victorias en nueve carreras. Pero comenzó mal en la carrera de 500cc en Monza. Su compañero de equipo recién contratado Angelo Bergamonti comenzó la persecución sobre Renzo Pasolini. La Benelli 500 4C de Pasolini empezó a gotear aceite, con lo que ponóia en peligro a los demás corredores. Después de veinte vueltas, los dos cilindros de la Benelli se atascaron y los cojinetes intermedios del cigüeñal se rompieron debido a una escasez de aceite. Finalmente, Agostini remontó y terminó por delante de Bergamonti. Silvano Bertarelli acabó en tercer lugar a dos vueltas de la pareja de los MV Agusta.
| Pos.    | Piloto             | Equipo           | Tiempo     | Pts. |
| ------- | ------------------ | ---------------- | ---------- | ---- |
| 1       | Giacomo Agostini   | MV Agusta        | 55' 17" 9  | 15   |
| 2       | Angelo Bergamonti  | MV Agusta        | +43" 7     | 12   |
| 3       | Silvano Bertarelli | Kawasaki         | +2 Vueltas | 10   |
| 4       | Gyula Marsovszky   | Kawasaki         | +2 Vueltas | 8    |
| 5       | Gianpiero Zubani   | Kawasaki         | +2 Vueltas | 6    |
| 6       | Ginger Molloy      | Kawasaki         | +2 Vueltas | 5    |
| 7       | Roberto Gallina    | Paton            | +3 Vueltas | 4    |
| 8       | Gianni Perrone     | Kawasaki         | +4 Vueltas | 3    |
| 9       | Paolo Campanelli   | Kawasaki         | +4 Vueltas | 2    |
| 10      | Vasco Loro         | Norton-Kawasaki  | +5 Vueltas | 1    |
| 11      | Emanuele Maugliani | Seeley-Matchless | +5 Vueltas |      |
| Ret     | Alberto Pagani     | LinTo            | Ret        |      |
| Ret     | Renzo Pasolini     | Benelli          | Ret        |      |
| Ret     | Jack Findlay       | Seeley-Suzuki    | Ret        |      |
| Ret     | Christian Ravel    | Kawasaki         | Ret        |      |
| Ret     | Gilberto Milani    | Aermacchi        | Ret        |      |
| Ret     | Gerhard Heukerott  | Benelli          | Ret        |      |
| Ret     | Jean Campiche      | Honda            | Ret        |      |
| Ret     | Terry Dennehy      | Honda            | Ret        |      |
| Ret     | Benedetto Zambotti | Bianchi          |            |      |
| Ret     | John Dodds         | LinTo            | Ret        |      |
| Ret     | Eric Offenstadt    | Kawasaki         | Ret        |      |
| Ret     | Billie Nelson      | Paton            | Ret        |      |
| Fuente: |                    |                  |            |      |

## Resultados 350cc
También en 350cc, Giacomo Agostini había ganado todos los Gran Premios y ya era campeón mundial. Dejó a Renzo Pasolini en Monza para dar a su nuevo compañero de equipo Angelo Bergamonti la oportunidad de acercarse. Cuando eso sucedió, Ago aceleró y comenzó a hacer una ventaja sobre Pasolini con Bergamonti como escudero. A Bergamonti a veces se le permitió tomar la delantera, pero al final Agostini se fue con un nuevo récord de vuelta. Terminó 8 segundos y medio por delante de Bergamonti y 39 sobre Pasolini.
| Pos. | Piloto             | Equipo    | Tiempo     | Pts. |
| ---- | ------------------ | --------- | ---------- | ---- |
| 1    | Giacomo Agostini   | MV Agusta | 42' 28" 3  | 15   |
| 2    | Angelo Bergamonti  | MV Agusta | +8" 5      | 12   |
| 3    | Renzo Pasolini     | Benelli   | +39" 0     | 10   |
| 4    | Günter Bartusch    | MZ        | +1' 50" 6  | 8    |
| 5    | Silvio Grassetti   | Jawa      | +1 Vuelta  | 6    |
| 6    | Dieter Braun       | Yamaha    | +1 Vuelta  | 5    |
| 7    | Giuseppe Visenzi   | Yamaha    | +1 Vuelta  | 4    |
| 8    | Terry Dennehy      | Yamaha    | +1 Vuelta  | 3    |
| 9    | Jerry Lancaster    | Yamaha    | +2 Vueltas | 2    |
| 10   | Ernst Holzeis      | Yamaha    |            | 1    |
| 11   | Lothar John        | Yamaha    |            |      |
| 12   | Roberto Gallina    | Aermacchi |            |      |
| 13   | František Šťastný  | Yamaha    | +3 Vueltas |      |
| 14   | Getulio Marcaccini | Aermacchi |            |      |
| 15   | Jean Campiche      | Aermacchi |            |      |
| 16   | Walter Scheimann   | Yamaha    |            |      |
| DNS  | Rodney Gould       | Yamaha    | Boicot     |      |
| DNS  | Kel Carruthers     | Yamaha    | Boicot     |      |
| DNS  | Kent Andersson     | Yamaha    | Boicot     |      |

## Resultados 250cc
El actual campeón mundial Kel Carruthers ya no podía viajar para Benelli en 250cc porque los motores de cuatro cilindros ahora estaban prohibidos. Por eso había comprado un Yamaha TD2 para esta carrera. Había ganado tres carreras pero la máquina no era fiable. Entrenó al más rápido pero tuvo un mal comienzo. Finalmente luchó con los líderes Rodney Gould y Phil Read e incluso logró tomar el liderazgo. Al final, la pelea entre Gould y Carruthers se decidió porque Gould tuvo un poco más de suerte al pasar a los doblados y se convirtió en el nuevo campeón mundial por tan solo tres centésimas.
| Pos. | Piloto             | Equipo    | Tiempo     | Pts. |
| ---- | ------------------ | --------- | ---------- | ---- |
| 1    | Rodney Gould       | Yamaha    | 37' 08" 70 | 15   |
| 2    | Kel Carruthers     | Yamaha    | +0" 03     | 12   |
| 3    | Phil Read          | Yamaha    | +1" 0      | 10   |
| 4    | Dieter Braun       | MZ        | +30" 3     | 8    |
| 5    | Gyula Marsovszky   | Yamaha    | +1' 32" 2  | 6    |
| 6    | Giuseppe Visenzi   | Yamaha    | +1' 32" 3  | 5    |
| 7    | Luigi Anelli       | Yamaha    | +1' 30" 0  | 4    |
| 8    | László Szabó       | MZ        | +1' 53" 4  | 3    |
| 9    | Klaus Huber        | Yamaha    | +1 Vuelta  | 2    |
| 10   | Lothar John        | Yamaha    | +1 Vuelta  | 1    |
| 11   | Ernst Holzeis      | Yamaha    | +1 Vuelta  |      |
| 12   | Cees van Dongen    | Yamaha    | +1 Vuelta  |      |
| 13   | Toni Gruber        | Yamaha    | +1 Vuelta  |      |
| 14   | Getulio Marcaccini | Aermacchi |            |      |
| 15   | G. Mongardi        | Ducati    |            |      |
| 16   | Oronzo Memola      | Yamaha    |            |      |
| 17   | Mario Necchi       | Mondial   |            |      |
| Ret  | Kent Andersson     | Yamaha    |            |      |
| Ret  | Günter Bartusch    | MZ        | Ret        |      |
| Ret  | Silvio Grassetti   | MZ        | Ret        |      |

## Resultados 125cc
En el octavo de litro, hubo una batalla entre Ángel Nieto, Dieter Braun y Gilberto Parlotti, que terminó cuando Parlotti tuvo que detenerse por un agujero en un pistón y Braun se retiró por un pistón atascado. Nieto ganó con comodidad por delante de László Szabó y Cees van Dongen.
| Pos. | Piloto              | Moto           | Tiempo     | Pts. |
| ---- | ------------------- | -------------- | ---------- | ---- |
| 1    | Ángel Nieto         | Derbi          | 32' 53" 3  | 15   |
| 2    | László Szabó        | MZ             | +1' 17" 2  | 12   |
| 3    | Cees van Dongen     | Yamaha         | +1' 53" 9  | 10   |
| 4    | Klaus Huber         | Maico          | +1 Vuelta  | 8    |
| 5    | Giuseppe Consalvi   | Villa          | +1 Vuelta  | 6    |
| 6    | Walter Villa        | Villa          | +1 Vuelta  | 5    |
| 7    | János Reisz         | MZ             | +1 Vuelta  | 4    |
| 8    | Ryszard Mankiewicz  | MZ             | +1 Vuelta  | 3    |
| 9    | Toni Gruber         | Maico          | +1 Vuelta  | 2    |
| 10   | János Drapál        | MZ             | +1 Vuelta  | 1    |
| 11   | Günter Bartusch     | MZ             | +1 Vuelta  |      |
| 12   | Jerry Lancaster     | Drixton-Yamaha | +1 Vuelta  |      |
| 13   | John Dodds          | Aermacchi      | +1 Vuelta  |      |
| 14   | Walter Scheimann    | Villa          | +1 Vuelta  |      |
| 15   | Luigi Rinaudo       | Aermacchi      | +1 Vuelta  |      |
| 16   | Luigi Ribuffo       | Aermacchi      | +1 Vuelta  |      |
| 17   | Lasse Johansson     | Maico          | +2 Vueltas |      |
| 18   | Rino Pretelli       | Villa          | +2 Vueltas |      |
| 19   | Angelo Orsenigo     | Bultaco        | +2 Vueltas |      |
| 20   | Jean-Louis Pasquier | Maico          | +2 Vueltas |      |
| Ret  | Dieter Braun        | Suzuki         | Ret        |      |
| Ret  | Gilberto Parlotti   | Morbidelli     | Ret        |      |
| Ret  | Aalt Toersen        | Suzuki         | Ret        |      |

## Resultados 50cc
Ángel Nieto se proclamó campeón mundial de la categoría, aunque lo hizo sin puntuar. En la primera vuelta, una caída en la que se vieron implicados su máximo rival para la general Aalt Toersen (junto a Jos Schurgers y Salvador Cañellas) le puso el título en bandeja. Toersen y Schurgers se retiraron pero Cañellas fue capaz de llegar hasta el octavo lugar con una clavícula rota. Jan de Vries consiguió la pole, hizo la vuelta rápida y ganó. Nieto tuvo una batalla con Rudolf Kunz, hasta que la tapa del radiador del Derbi voló y recibió un chorro de agua caliente sobre su pierna y dentro de su bota. Debido al enorme dolor que le causó, se salió de la pista. Por lo tanto, Kunz fue segundo mientras que tercero fue Ludwig Fassbender (Kreidler).
| Pos. | Piloto             | Moto     | Tiempo     | Pts. |
| ---- | ------------------ | -------- | ---------- | ---- |
| 1    | Jan de Vries       | Kreidler | 23' 18" 5  | 15   |
| 2    | Rudolf Kunz        | Kreidler | +7" 5      | 12   |
| 3    | Ludwig Fassbender  | Kreidler | +1 giro    | 10   |
| 4    | Bruno Cretti       | Malanca  | +1 giro    | 8    |
| 5    | André Millard      | Kreidler | +1 Vuelta  | 6    |
| 6    | Martin Mijwaart    | Jamathi  | +1 Vuelta  | 5    |
| 7    | Gerhard Thurow     | Kreidler | +1 Vuelta  | 4    |
| 8    | Salvador Cañellas  | Derbi    | +1 Vuelta  | 3    |
| 9    | Ryszard Mankiewicz | Kreidler | +1 Vuelta  | 2    |
| 10   | Michele Cannizzaro | Guazzoni | +1 Vuelta  | 1    |
| 11   | Eugenio Lazzarini  | Guazzoni | +1 Vuelta  |      |
| 12   | Lasse Johansson    | Maico    | +1 Vuelta  |      |
| 13   | Luigi Rinaudo      | Tomos    | +1 Vuelta  |      |
| 14   | Luciano Spinello   | Tomos    | +1 Vuelta  |      |
| 15   | Luciano Gazzola    | Guazzoni | +2 Vueltas |      |
| Ret  | Angelo Orsenigo    | Tomos    | Ret        |      |
| Ret  | Oronzo Memola      | Kreidler | Ret        |      |
| Ret  | Aalt Toersen       | Jamathi  | Ret        |      |
| Ret  | Jos Schurgers      | Kreidler | Ret        |      |
| Ret  | Ángel Nieto        | Derbi    | Ret        |      |